# Chitonodytes longisetosus
Chitonodytes longisetosus is een buikharige uit de familie Dasydytidae. Het dier komt uit het geslacht Chitonodytes. Chitonodytes longisetosus werd in 1865 voor het eerst wetenschappelijk beschreven door Metschnikoff. 